# Harri Luostarinen
Harri Luostarinen, né le 21 décembre 1964, est un pilote de course finlandais, essentiellement à bord de camions.

## Biographie
Il a remporté à trois reprises le  Champion d'Europe de courses de camions, en 1993 en Classe B (sur Sisu SR 340 Revolution), puis 1997 et 2000 (les deux fois avec un Caterpillar TRD), terminant encore vice-champion en 1998 et 3e en 1999 (sur Caterpillar TRD en catégorie Super-Race-Trucks toujours).
Il a également été vice-champion de Finlande de Tourisme 2-Litre (Groupe A), en 1992 sur Opel Kadett E GSI (voiture classée la même année lors du rallye de Finlande).
Grâce à lui, la firme Caterpillar a obtenu ses premiers -et  uniques- titres conducteur et constructeur en ETRC[réf. nécessaire].